# هوبير ويب
هوبير ويب (30 مايو 1927 في الهند - 8 نوفمبر 2010) (بالإنجليزية: Hubert Webb)‏ هو عالم فيروسات ولاعب كريكت بريطاني. لعب مع نادي مقاطعة هامبشاير للكريكت ‏ ونادي الكريكت في جامعة أكسفورد ‏.

## وصلات خارجية
- هوبير ويب على موقع إي آس بي آن كريك إنفو (الإنجليزية)